# Kehlphallusfische
Kehlphallusfische (Phallostethidae, Syn.: Neostethidae) sind eine Familie sehr kleiner Fische, die in Südostasien von Thailand bis zu den Philippinen und auf Sumatra in Süßgewässern, im Brackwasser und selten auch im küstennahen Meer leben.

## Merkmale
Kehlphallusfische werden nur 1,4 bis 4,1 Zentimeter lang. Ihr Körper ist von Cycloidschuppen bedeckt, transparent, langgestreckt und seitlich abgeflacht. Die Fische haben für gewöhnlich zwei Rückenflossen, die erste, wenn vorhanden, mit einem oder zwei kurzen Flossenstrahlen die zweite mit 5 bis 10 Weichstrahlen. Weitere Flossenformel: Anale 13–28, Pectorale 9–13.
Den weiblichen Tieren fehlen die Bauchflossen. Bei den Männchen sind sie zu einem kehlständigen Begattungsorgan (Priapium) umgebildet, das dem Festhalten des Weibchens während der Paarung und der inneren Befruchtung dient. Das komplexe Priapium enthält Knochen, Muskeln, Auswüchse der Nieren und der Gonaden sowie Teile des Darms. Die Männchen sind unsymmetrisch gebaut, mit dem Priapium auf der einen und dem Anus auf der anderen Körperseite. Bei den meisten Arten ist die Anzahl der Männchen mit einem links- oder rechtsseitigen Priapium gleich, bei einigen überwiegt aber ein Typ. Bei den Weibchen befindet sich der Anus auf der Mittellinie der Unterseite.
Kehlphallusfische sind ovovivipar. Die Eier haben faserige Auswüchse.

## Innere Systematik
Es sind 21 Arten in 4 Gattungen beschrieben:
- Tribus Gulaphallini
  - Gattung Gulaphallus Herre, 1925
    - Gulaphallus bikolanus
    - Gulaphallus eximius
    - Gulaphallus falcifer
    - Gulaphallus mirabilis
    - Gulaphallus panayensis

  - Gattung Neostethus Regan, 1916
    - Neostethus amaricola
    - Neostethus bicornis
    - Neostethus borneensis
    - Neostethus ctenophorus
    - Neostethus djajaorum
    - Neostethus geminus Parenti, 2014
    - Neostethus lankesteri
    - Neostethus palawanensis
    - Neostethus robertsi
    - Neostethus thessa
    - Neostethus villadolidi
    - Neostethus zamboangae

  - Gattung Phenacostethus Myers, 1928
    - Phenacostethus posthon
    - Phenacostethus smithi
    - Phenacostethus trewavasae
- Tribus Phallostethini
  - Gattung Phallostethus Regan, 1913
    - Phallostethus dunckeri
    - Phallostethus lehi
    - Phallostethus cuulong Shibukawa, Trần & Trần, 2012